# Arhitectura Estoniei
Acest articol acoperă arhitectura Estoniei, una din țările baltice.

## Istorie

### Estonia antică

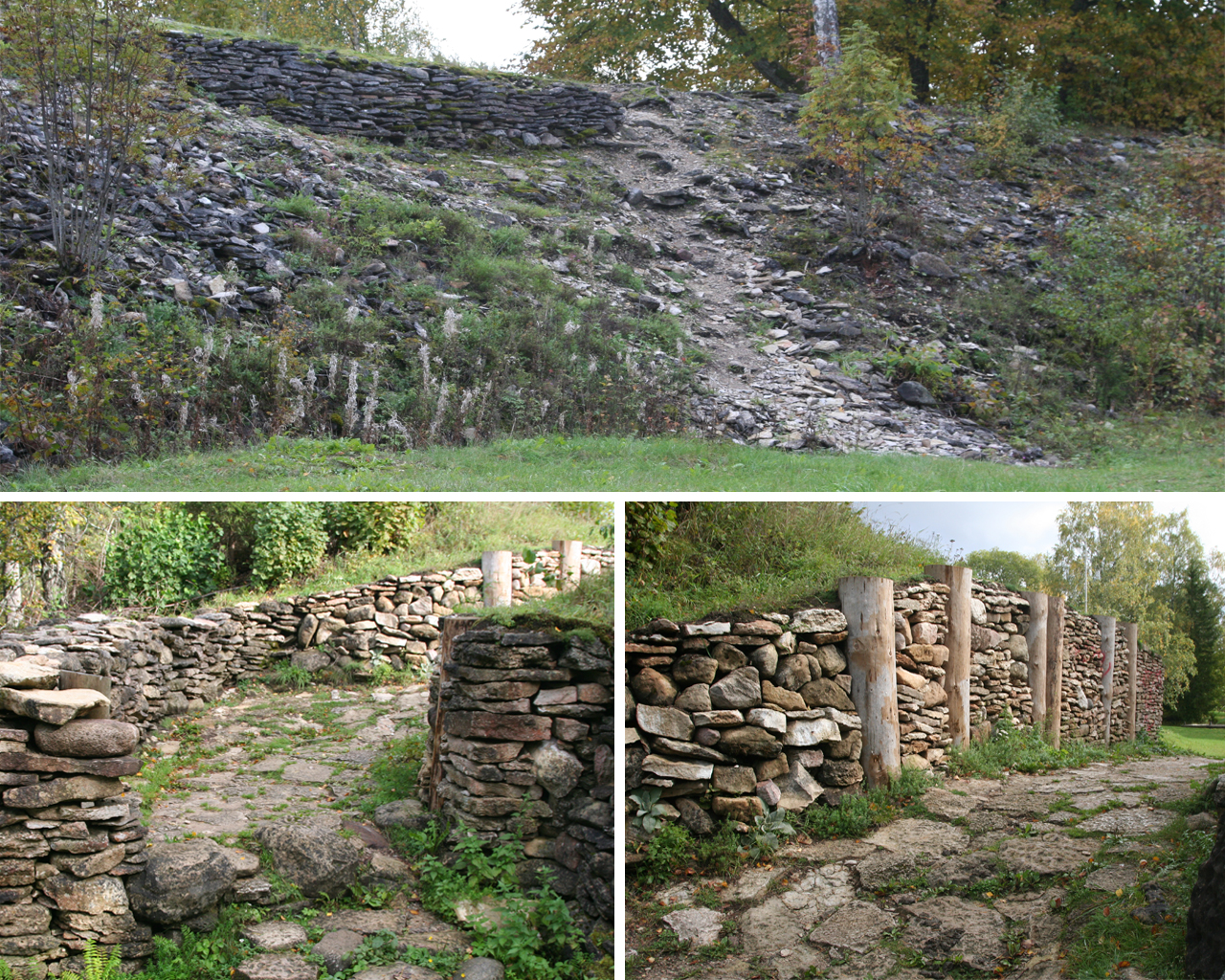
Ruinele Cetății Varbola

O trăsătură distinctivă a arhitecturii estoniene timpurii sunt numeroasele fortărețe de deal găsite în toată țara, de exemplu fortărețele Varbola și Valjala. Cea mai importantă dintre acestea, care ar putea acoperi o suprafață de până la 1.000 m2 au fost situate la răscruci importante de drumuri și s-au dezvoltat în cele din urmă în noduri comerciale, precum Tallinn, Tartu și Otepää.

### Arhitectura gotica

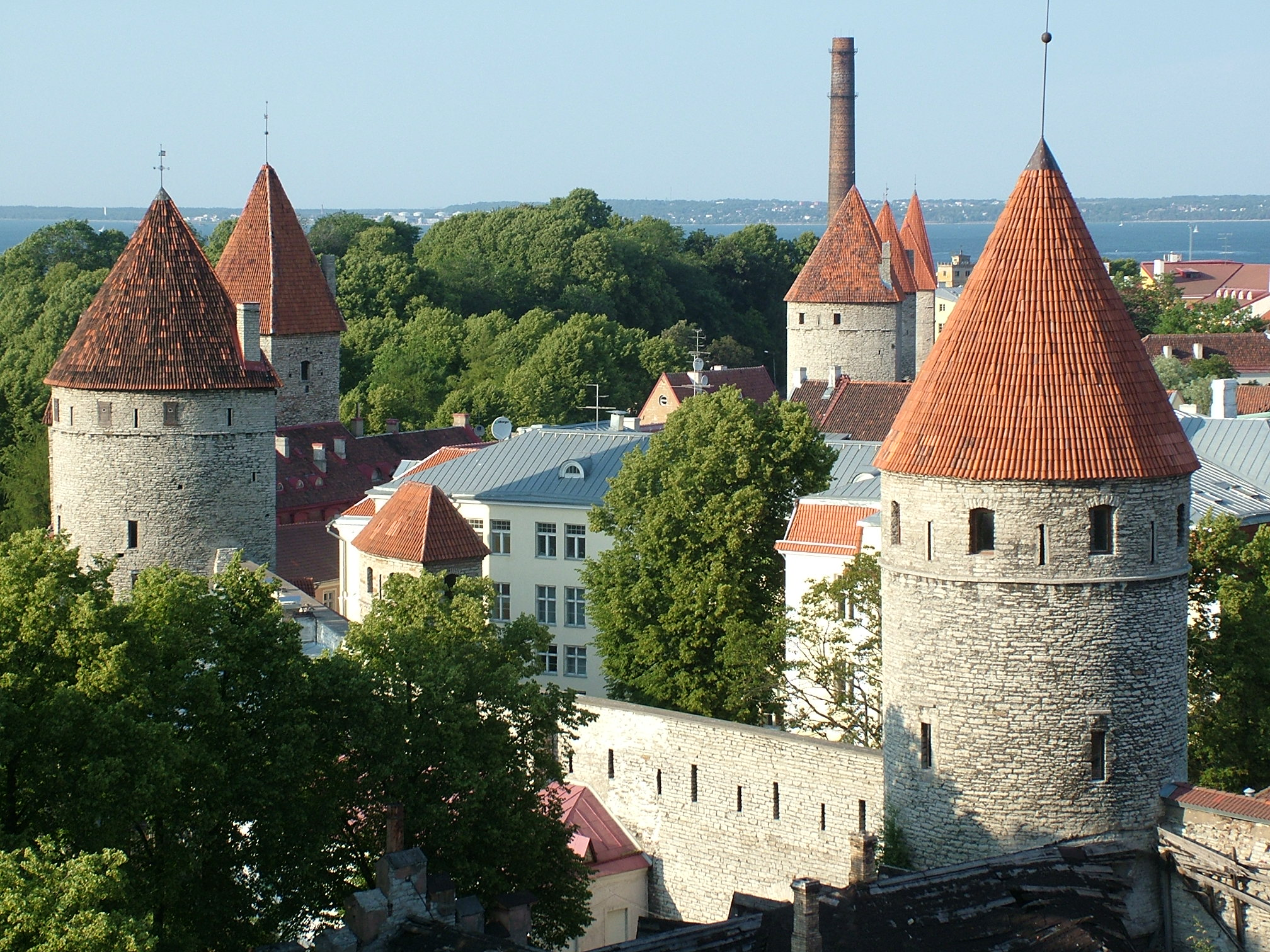
Ansamblul arhitectural care delimitează orașul vechi medieval din Tallinn se află pe Lista Patrimoniului Mondial UNESCO

Creștinismul a fost adus în Estonia prin cruciadele nordice și a adus schimbări uriașe în societatea, cultura și arhitectura Estoniei. Influențele au venit în principal din zonele de limbă germană și din Scandinavia. Noua religie a determinat ridicarea de biserici în toată Estonia actuală, începând cu secolul al XIII-lea. Primele biserici erau probabil din lemn; dintre acestea niciuna nu a supraviețuit. Cele mai vechi biserici care au supraviețuit au fost puternic construite și asemănătoare cetății; Biserica Valjala din Saaremaa este un exemplu. Maeștrii zidari și sculptori care au jucat un rol semnificativ în arhitectura bisericii timpurii au venit în principal din Gotland. Mai târziu, pe măsură ce creștinismul a devenit mai ferm înrădăcinat, au fost construite biserici mai mari și mai elaborate, în special în nordul Estoniei în timpul secolului al XV-lea. Bisericile medievale din orașul vechi din Tallinn, precum Catedrala, biserica Sf. Olaf (cea mai înaltă clădire din Europa în secolul al XVI-lea) sau biserica Duhului Sfânt, încă mărturisesc un stil gotic foarte dezvoltat de arhitectură. În afara Tallinnului, multe biserici au fost avariate în timpul războaielor frecvente din zonă, în special Războiul Livonian și Marele Război Nordic, iar neglijența din timpul ocupației sovietice a provocat multe distrugeri în rândul bisericilor din Estonia, astfel încât puține biserici timpurii supraviețuiesc neschimbate până în prezent. În ultimii ani, totuși, au fost efectuate lucrări intense de restaurare, și în special la Saaremaa și în nordul Estoniei există încă exemple interesante de biserici medievale relativ bine conservate.
Cruciații și-au pus amprenta asupra țării prin ridicarea unui număr mare de castele ca mijloc de a obține controlul militar și administrativ asupra țării. Au fost ridicate atât complexe mari de castele, numite castele de ordin după ordinele teutonice și alte ordine cruciate care le-au ridicat, cât și fortificații locale mai mici, care nu sunt destinate acțiunilor militare majore (cunoscute local ca „castele vasale”). Exemple bune de castele mai mari încă existente includ castelul Hermann din Narva, castelul Toompea din Tallinn și castelul Kuressaare din Saaremaa. Dintre castele mai mici, castelul Purtse, turnul Kiiu și turnul Vao există și astăzi. Multe dintre castelele ridicate în Evul Mediu au fost distruse în războaiele ulterioare, iar Estonia este bogată în ruinele castelului.
Expansiunea și dezvoltarea orașelor estoniene precum Tallinn și Narva în orașe hanseatice în timpul Evului Mediu a alimentat, de asemenea, dezvoltarea arhitecturii civice. Au devenit populare casele burghezilor cu fronturi cu frontoane, un hol mare din față cu șemineu și un living mai mic în spate; stilul a devenit cunoscut sub numele de „Gotic Tallinn” și preluat de constructori din Finlanda, Suedia și Novgorod. Alte clădiri civice medievale încă existente mărturisesc importanța Tallinnului ca important oraș comercial; Primăria din Tallinn este astăzi un reper istoric important, la fel ca și Raeapteek (farmacia primăriei) și clădirile fostelor bresle din Tallinn, adică Marea Breaslă (1410), Breasla Sf. Olaf (1422) și mai târziu Frăția punctelor negre (c. 1597).  Zidul orașului Tallinn, extraordinar de bine conservat, este și el din această perioadă. Per total, orașul vechi Tallinn este unul dintre cele mai bine conservate ansambluri arhitecturale medievale din lume și este inclus pe lista patrimoniului mondial UNESCO din 1997.

### Baroc și rococo
Arhitectura barocă și rococo din Estonia este reprezentată mai ales de clădirile ridicate de administrația imperială rusă și de aristocrația locală. Cel mai bun exemplu ce încă există este Palatul Kadriorg, edificat în stil baroc petrin. Înainte de al Doilea Război Mondial, Castelul Põltsamaa a fost un exemplu neobișnuit de frumos de arhitectură rococo din Estonia; castelul a fost distrus în timpul războiului și au rămas doar ruine.
Încă de la cruciadele nordice și de la stabilirea nobilimii baltice de limbă germană drept clasa proprietarilor de pământ, zona rurală a Estoniei a fost caracterizată de sistemul boieresc impus de clasele superioare. Începând cu barocul și mai departe, multe conace supraviețuiesc și contribuie la moștenirea arhitecturală a Estoniei. Peisajul rural al Estoniei păstrează aproximativ 2000 de conace istorice, multe în stilul baroc și rococo, de exemplu conacele Saue, Palmse sau Vääna. Sunt reprezentate și stiluri de la neobaroc și neoclasicist până la Tudor.

### Clasicism
Centrul arhitecturii neoclasiciste conservate este Tartu cu primăria și clădirile din jur datând din secolul al XVIII-lea. Clădirea principală a Universității din Tartu (1803–09) este un exemplu de clasicism înalt. Arhitectura de acest fel continuă să domine peisajul rural, cu conace precum Saku, Kuremaa și Suure-Kõpu exemplificând stilul. Unele reședințe notabile au fost, de asemenea, construite în Tallinn, de exemplu Casa Stenbock și clădirea de pe strada Kohtu 8 (arhitect Carl Ludvig Engel, astăzi găzduind cancelarul de justiție al Estoniei), ambele pe dealul Toompea.

### Arhitectura secolului al XIX-lea
Ca și în restul Europei, sfârșitul secolului al XIX-lea a fost o perioadă de experimentare arhitecturală a stilurilor în Estonia. Diferite tipuri de istoricism și eclectism au devenit comune. Neogoticul a devenit un stil popular, nu în ultimul rând în rândul conacelor, așa cum se poate observa în conacile Alatskivi sau Sangaste.
La sfârșitul perioadei, influențele Art Nouveau au ajuns în Estonia. Sursele majore de inspirație au fost parțial scena vibrantă Art Nouveau din Riga și parțial romantismul național finlandez. Poate cel mai cunoscut arhitect care a lucrat în stil Art Nouveau în Estonia a fost Jacques Rosenbaum.
Catedrala Alexandr Nevski din Tallinn este un exemplu al stilului renașterii rusești din secolul al XIX-lea, când Estonia era un guvernorat al Imperiului Rus.

### Secolul al XX-lea
Arhitectura secolului al XX-lea a fost influențată de apartenența țării la URSS. Centrul orașului Sillamäe în întregime este un exemplu demn de remarcat al arhitecturii staliniste din Estonia.

### Galerie

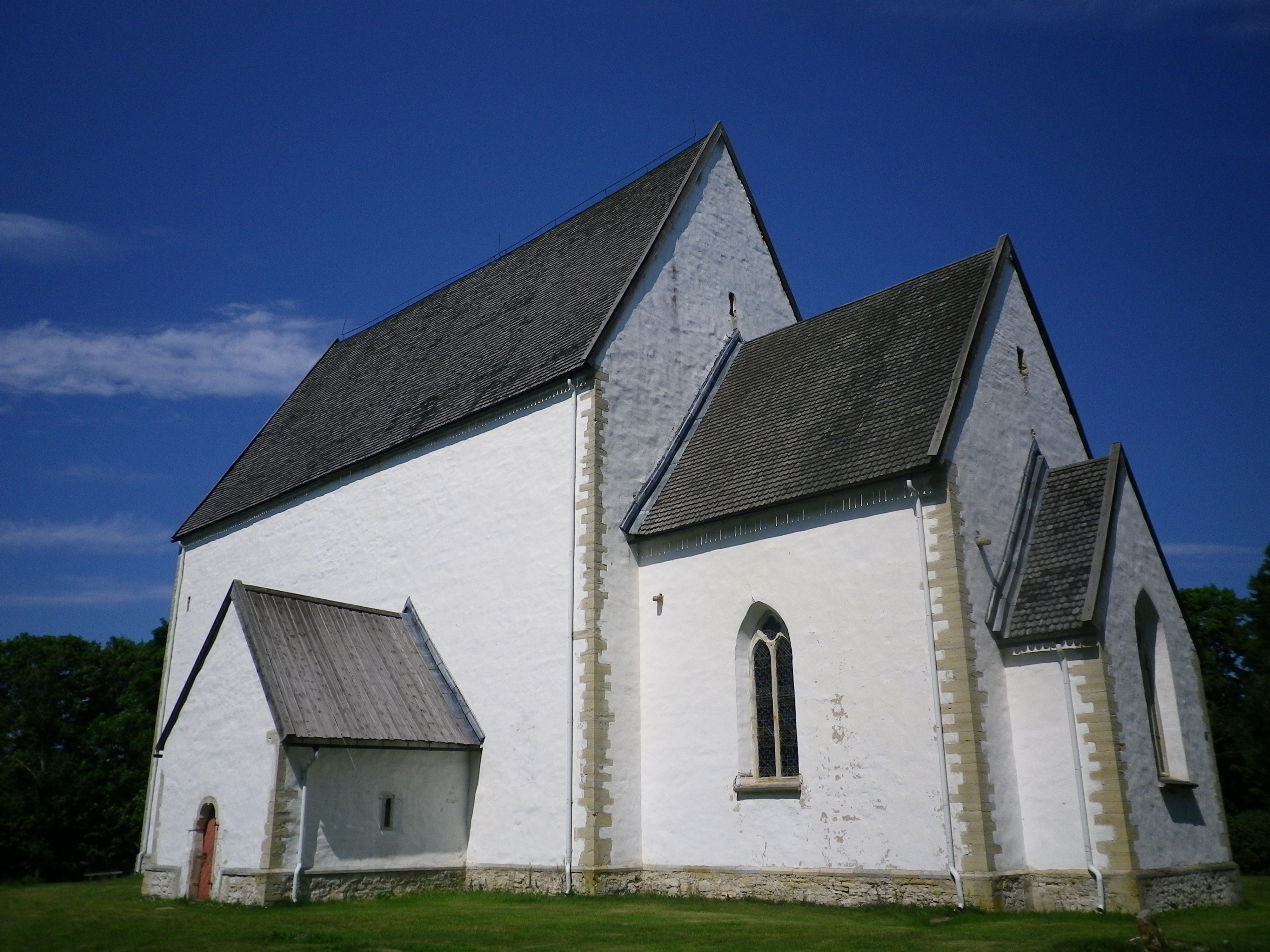
Biserica Sf. Ecaterina Muhu (secolul al XIII-lea)
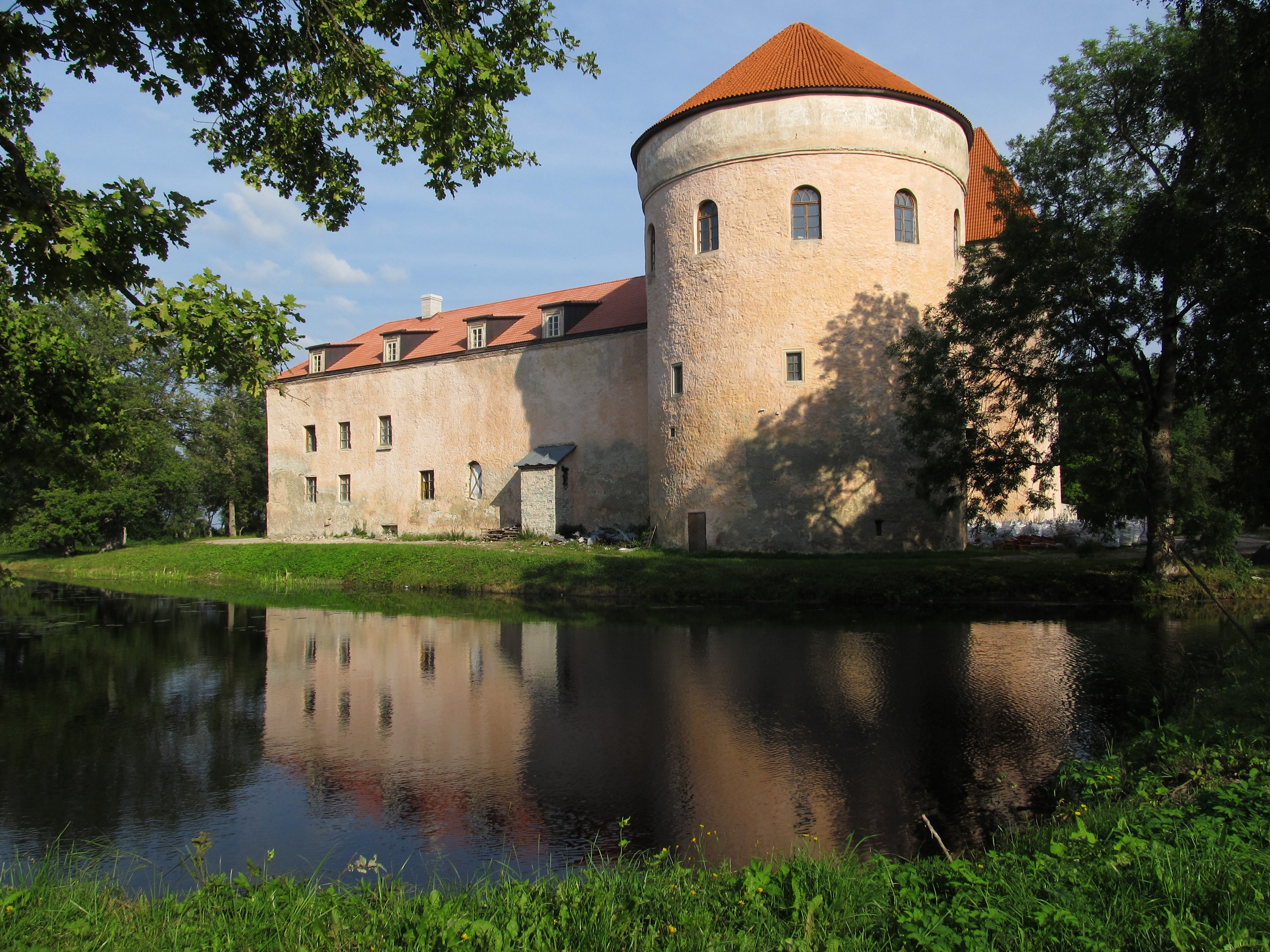
Castelul Koluvere (început în secolul al XIII-lea)
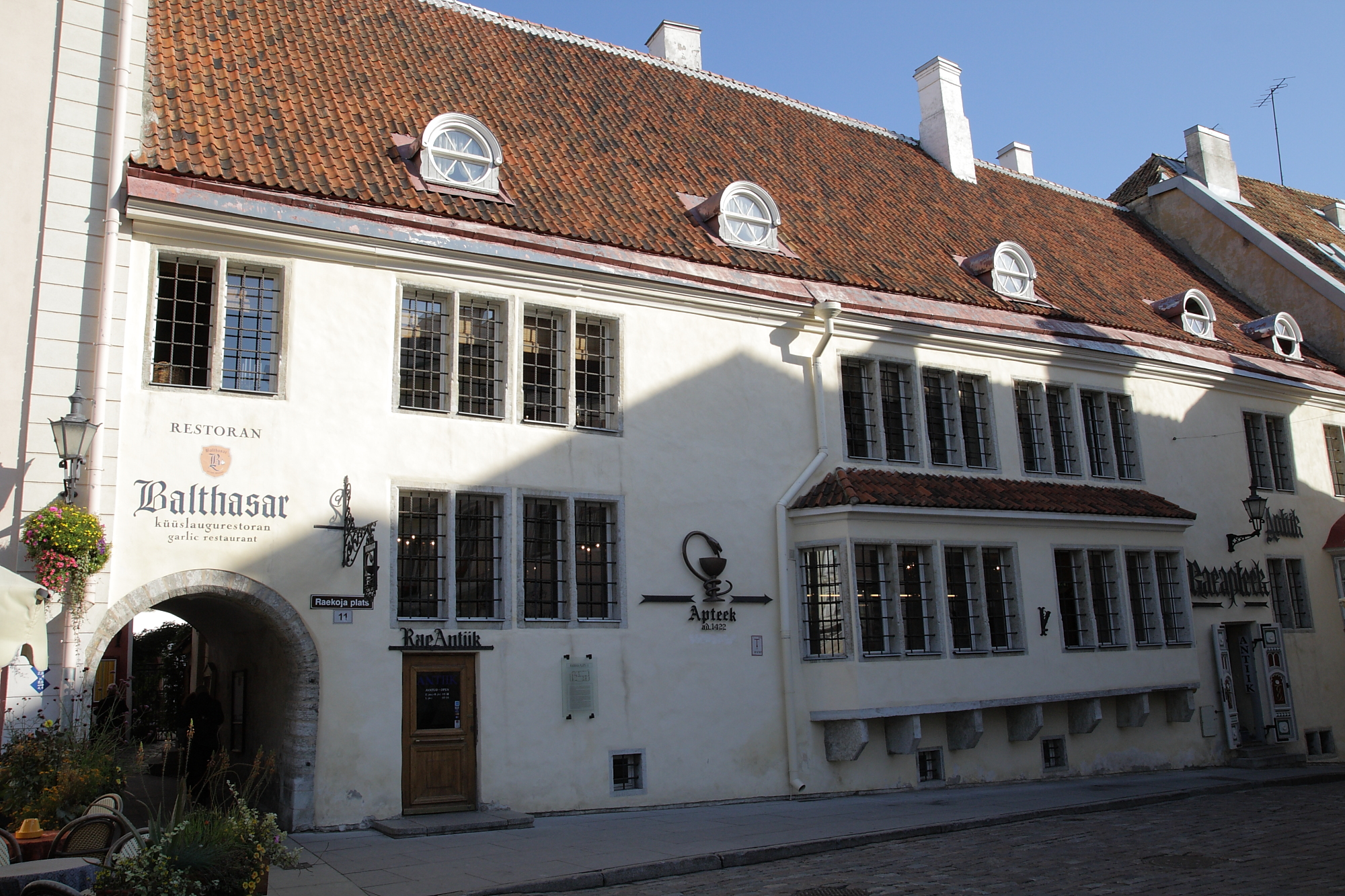
Raeapteek (începutul secolului al XV-lea)
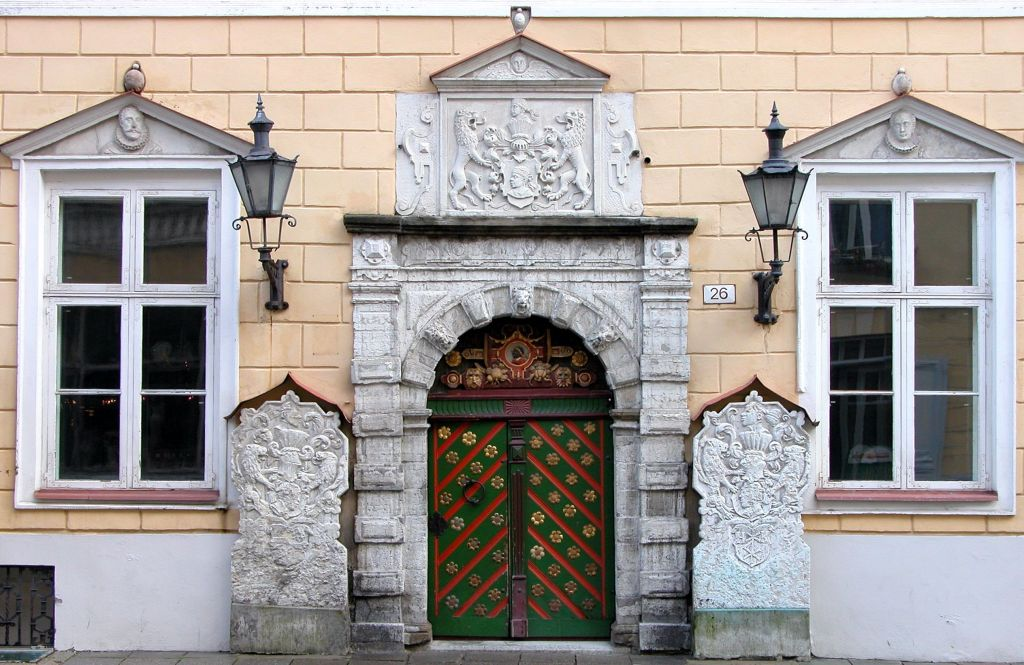
Casa punctelor negre, Tallinn (fațadă de Arent Passer) (1597)
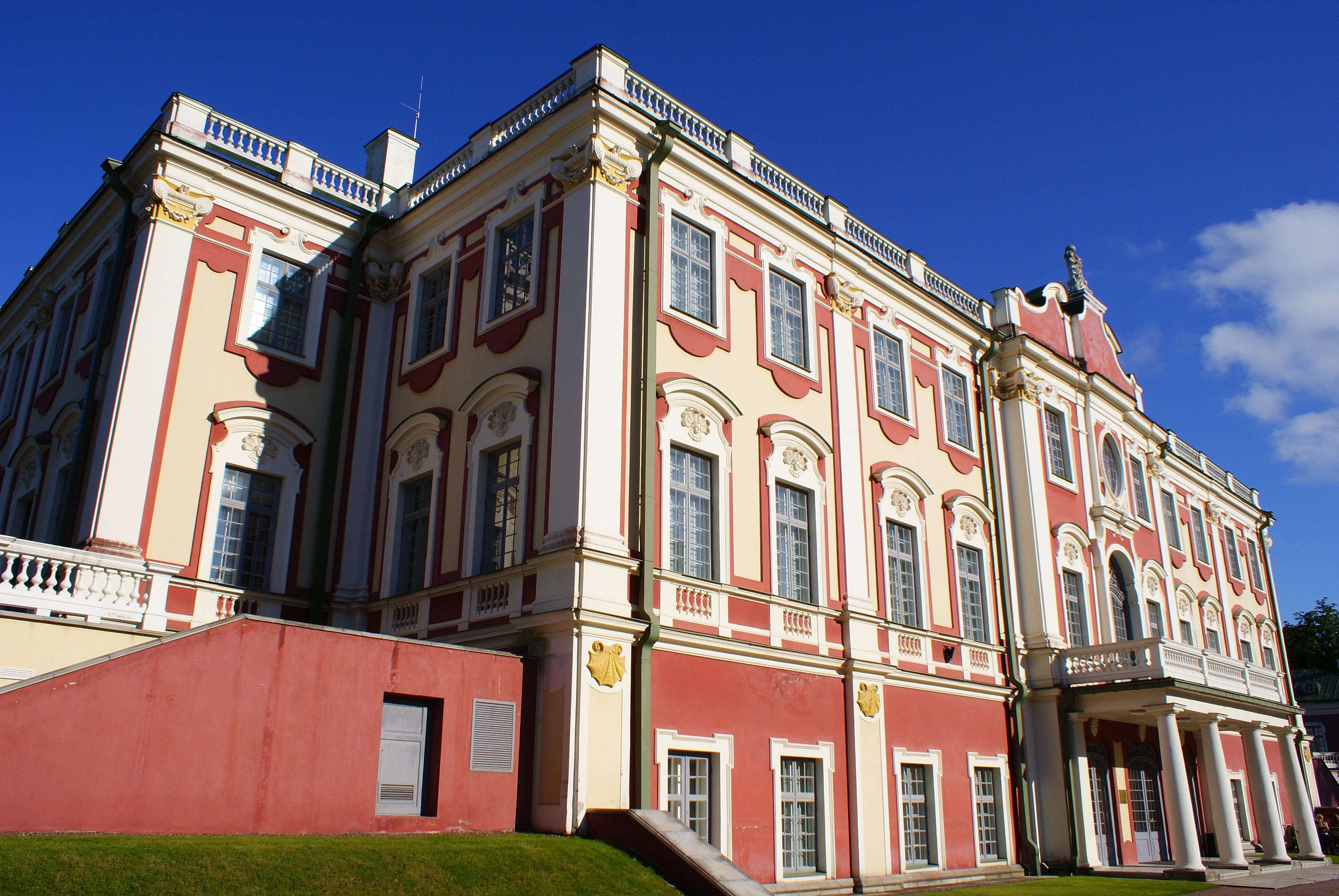
Palatul Kadriorg (arhitecții Nicola Michetti, Gaetano Chiaveri și Mihail Zemtsov) (început în 1718)
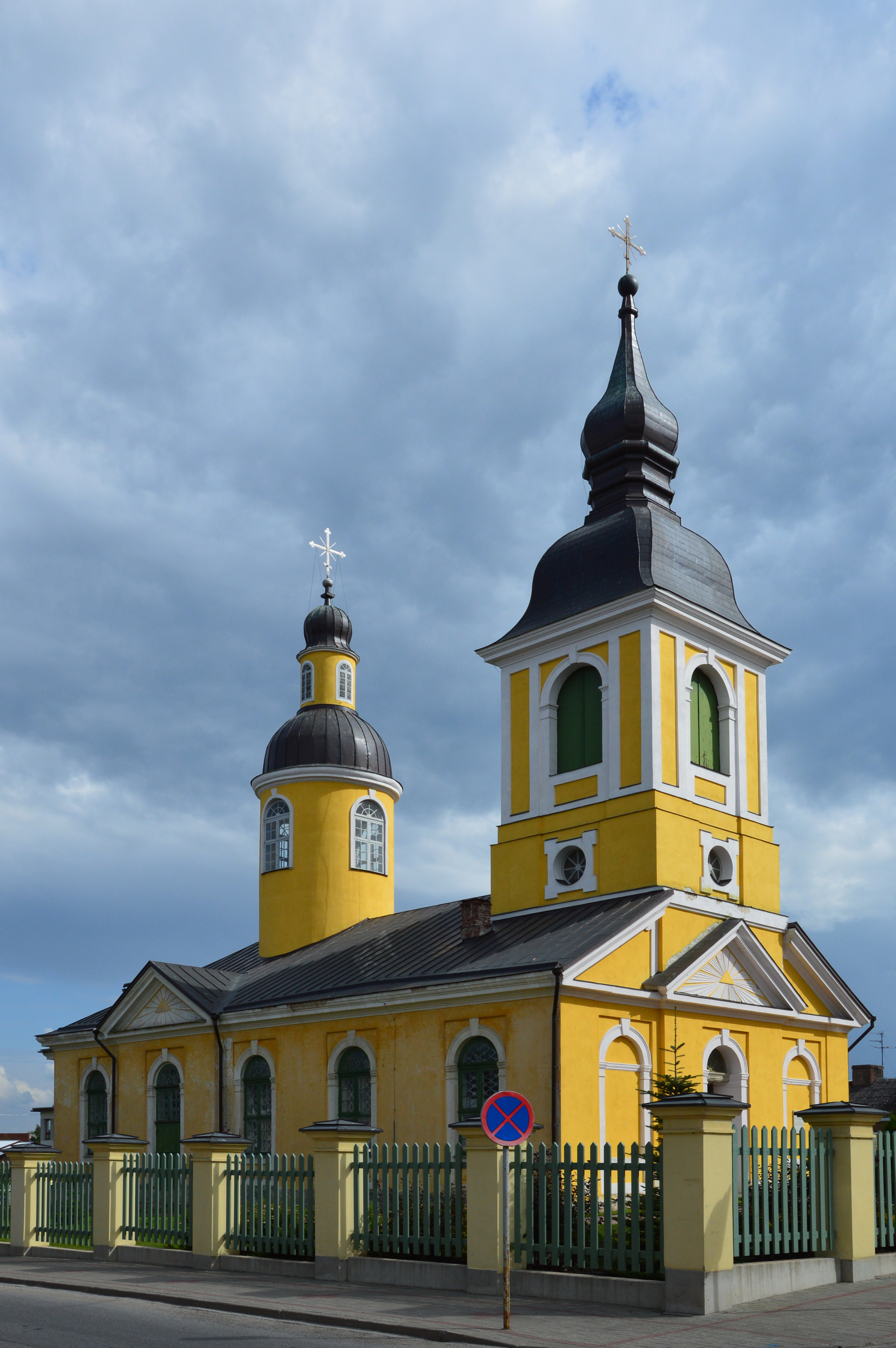
Biserica Ortodoxă Sf. Ecaterina Võru este un exemplu timpuriu de clasicism (1804)
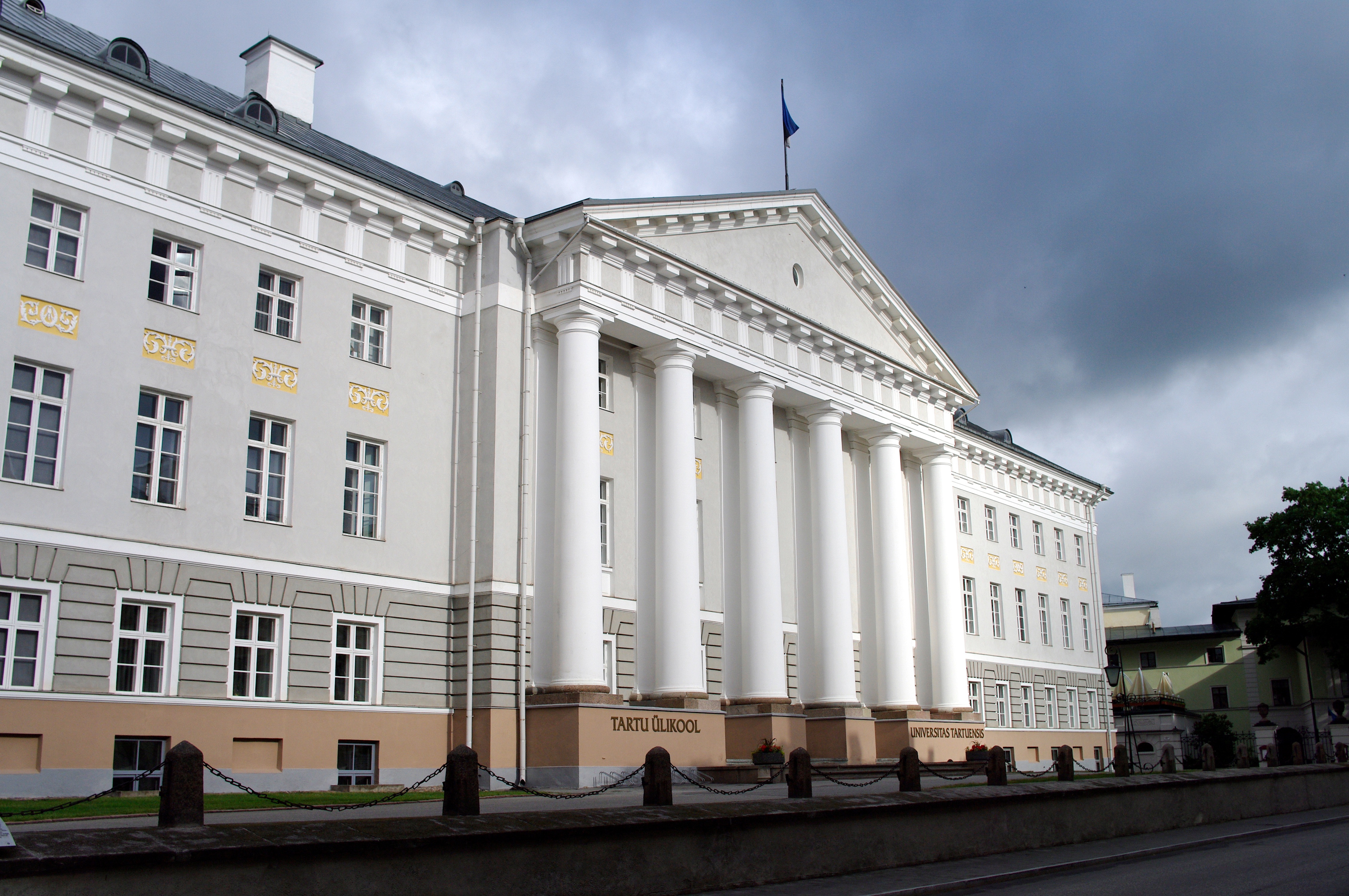
Clădirea principală a Universității din Tartu (arhitectul Johann Wilhelm Krause, 1803–1809)
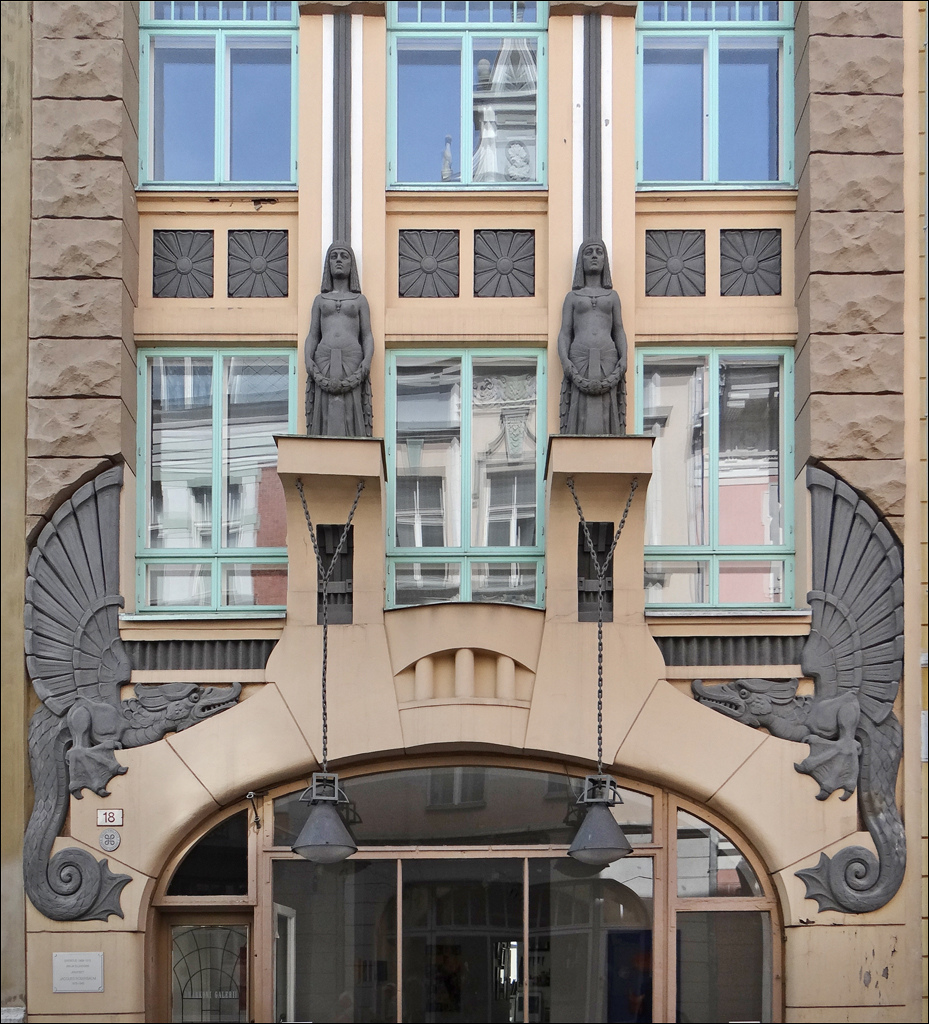
Clădire Art Nouveau din Tallinn (arhitectul Jacques Rosenbaum, finalizată în 1910)

## Arhitectura contemporană

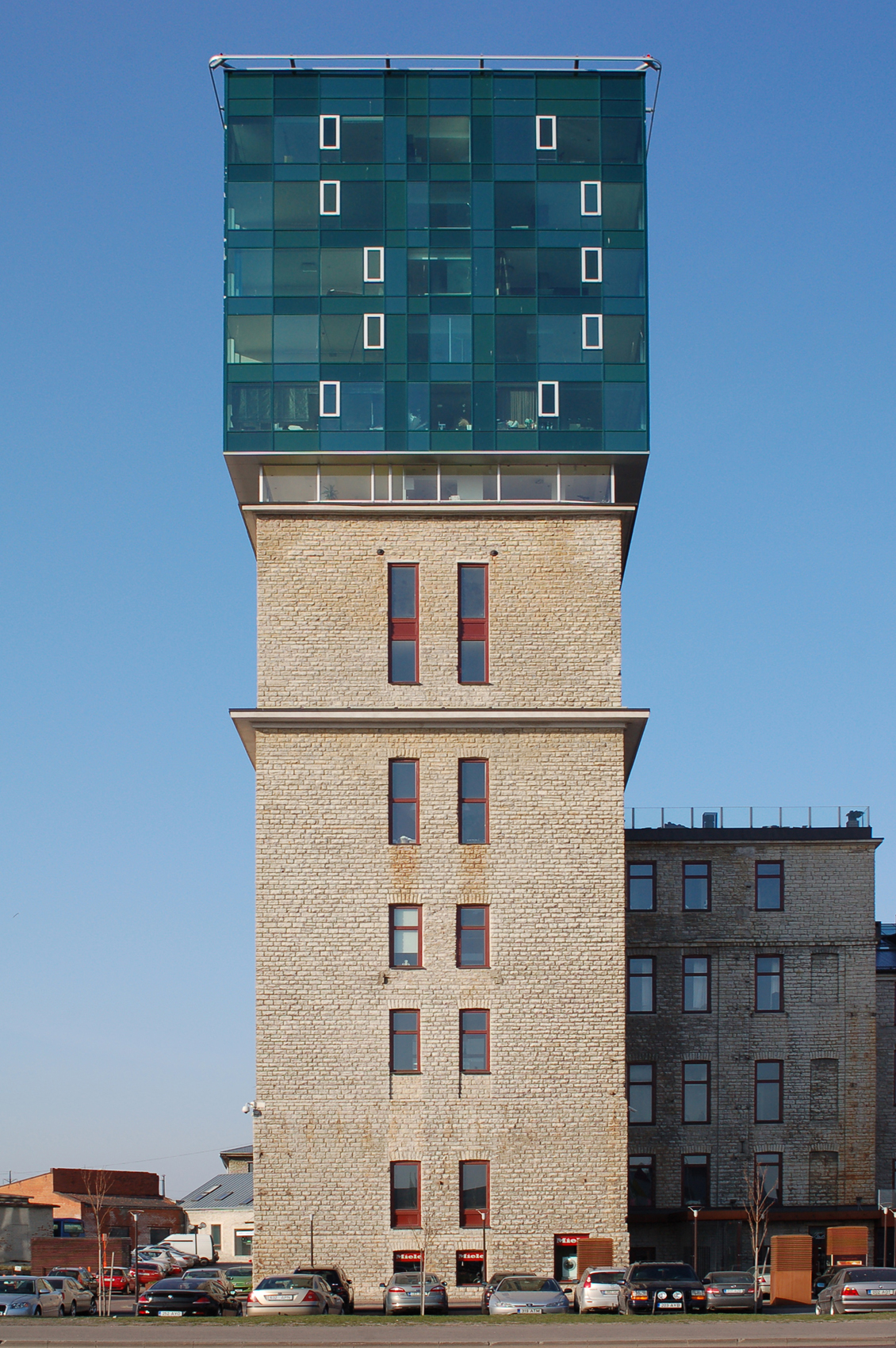
Clădirea Fahle din Tallinn
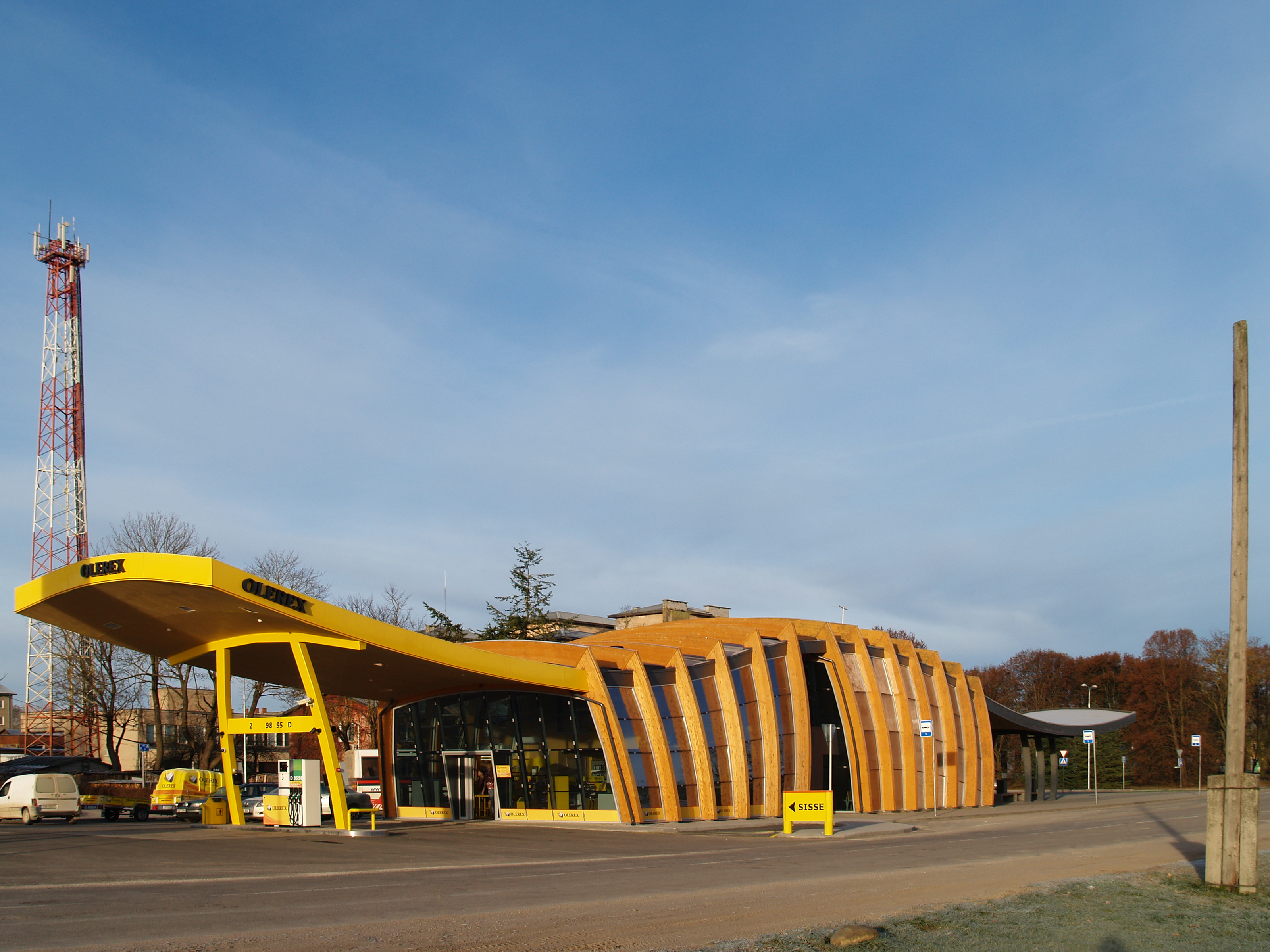
Autogara Jõgeva